# ميشيل حنا
ميشيل حنا (4 يونيو 1977 -) هو كاتب وروائي وقاص مصري. 

## حياته
ولد في الرابع من يونيو عام 1977، وتخرج من كلية الصيدلة بجامعة القاهرة، وتخصص في الكتابة الساخرة والقصص المصورة وأدب الأطفال. نُشرت أعماله بالعديد من الصحف والمجلات والمواقع الإلكترونية المصرية مثل جريدة الدستور، ومجلة علاء الدين للأطفال.

## مؤلفاته
ألف ميشيل حنا العديد من المؤلفات التي تنوعت ما بين الروايات، والمجموعات القصصية، والقصص المصورة، والمقالات الساخرة، وأدب اليافعين، ومنها:
- برسيم دوت كوم (مجموعة قصصية): صدرت عام 2003.[2]
- ما هي الماتريكس: صدر عام 2007 عن دار ليلى للنشر والتوزيع بالقاهرة.[3]
- الجانب المظلم من القمر (مجموعة قصصية): صدر عام 2008 عن الهيئة المصرية العامة للكتاب بالقاهرة.[4]
- هاستا مانانا: صدر عام 2010 عن دار ليلى للنشر والتوزيع بالقاهرة.[5]
- عالم كلينيكس: صدر عام 2007 عن دار ليلى للنشر والتوزيع بالقاهرة.[6]
- 30 طريقة للموت: صدر عام 2010 عن دار اكتب للنشر والتوزيع بالقاهرة.[7]
- الكتاب البنفسجي: صدر عام 2012 عن دار كتابي للطباعة والنشر والتوزيع بالقاهرة.[8]
- أنا وأنا (قصة مصورة للكبار): صدرت عام 2012 عن دار كوميكس للنشر بالقاهرة، ومن رسوم رانية أمين.[9]
- وحوش من الماضي: صدر عام 2012 عن دار اكتب المصرية بالقاهرة.[10]
- أرض الخيال: صدر عام 2013 عن دار سما للنشر والتوزيع بالقاهرة.[11]
- جسر الديجيتال (رواية لليافعين): صدرت عام 2019 عن دار الشروق للنشر والتوزيع بالقاهرة، ووصلت إلى القائمة الطويلة لجائزة الشيخ زايد لأدب الطفل عام 2021.[12]
- الساحرة والكلب (رواية): صدرت عام 2021 عن دار الشروق للنشر والتوزيع بالقاهرة.[13]
- إله من سمن بالعجوة
- تحياتي من أديس أبابا
- هل يحلم المصريون بأرغفة ألكترونية
- خطأ 404
- برج الموتى
- الخروج من الأرض

## وصلات خارجية
مدونة ميشيل حنا